# 1893年の相撲
1893年の相撲（1893ねんのすもう）は、1893年の相撲関係のできごとについて述べる。

## 本場所など
- 1月場所（東京相撲）[1]
  - 興行場所:本所回向院
  - 1月12日より晴天10日間興行
- 5月場所（東京相撲）[2]
  - 興行場所:本所回向院
  - 5月29日より晴天10日間興行
- 11月場所（三都合併相撲）[3]
  - 興行場所:難波新地金刀比羅神社
  - 晴天10日間興行

## 誕生
- 1月26日 - 小牛田山金太郎（最高位：前頭2枚目、所属：伊勢ノ海部屋、+ 1964年【昭和39年】）[4]
- 2月24日 - 大潮又吉（最高位：関脇、所属：陸奥部屋、+ 1964年【昭和39年】）[5]
- 3月5日 - 福柳伊三郎（最高位：関脇、所属：出羽海部屋、+ 1926年【大正15年】）[6]
- 3月5日 - 大岬伝左衛門（最高位：十両筆頭、所属：二十山部屋、+ 1926年【大正15年】）
- 3月16日 - 友ノ浦喬次（最高位：前頭7枚目、所属：出羽海部屋、+ 1971年【昭和46年】）[4]
- 4月10日 - 千葉ヶ嵜俊治（最高位：大関、所属：二十山部屋、+ 1933年【昭和8年】）[7]
- 4月11日 - 駒泉徳治郎（最高位：前頭2枚目、所属：井筒部屋、+ 1959年【昭和34年】）[8]
- 7月19日 - 鶴ヶ濱増太郎（最高位：小結、所属：中立部屋→荒磯部屋、+ 1939年【昭和14年】）[9]
- 8月26日 - 豊國福馬（最高位：大関、所属：井筒部屋、+ 1942年【昭和17年】）[10]
- 10月15日 - 初代木村光之助（元・幕内格行司、所属：高砂部屋、+ 没年不明）
- 11月1日 - 清瀬川敬之助（最高位：関脇、所属：熊ヶ谷部屋→楯山部屋、+ 1967年【昭和42年】）[5]
- 12月10日 - 浪泉藤市（最高位：十両3枚目、所属：振分部屋、+ 1965年【昭和40年】）